# Vitalie Pîrlog
Vitalie Pîrlog (n. 28 iulie 1974, Nisporeni, raionul Nisporeni, Republica Moldova) este un jurist, doctor în drept și politician din Republica Moldova.

## Cariera profesională
Vitalie Pîrlog s-a născut la 28 iulie 1974, în orașul Nisporeni (Republica Moldova). A studiat între anii 1992–1997 la Universitatea Liberă Internațională din Moldova, Departamentul Drept, specialitatea – Drept internațional.
Activitatea profesională și-a început-o în anul 1993 în calitate de consultant juridic în cadrul unei companii private internaționale.
În perioada anilor 1997-2001 activează în funcția de consultant principal în cadrul Aparatului Președintelui Republicii Moldova, Serviciul acte ale Președintelui.
În ianuarie 2001 este numit Director adjunct al Direcției Agent Guvernamental și Relații Internaționale a Ministerului Justiției. Din anul 2001 este Reprezentantul Guvernului Republicii Moldova la Curtea Europeană a Drepturilor Omului, Director al Direcției Generale Relații Internaționale și Integrare Europeană a Ministerului Justiției.
În perioada anilor 2001-2005 a activat în calitate de membru al Comitetului Director pentru Drepturile Omului al Consiliului Europei, membru al Comisiei Europene pentru Eficacitatea Justiției a Consiliului Europei, membru al Comitetului de Experți pentru ameliorarea procedurilor de protecție a drepturilor omului din cadrul CDDH al Consiliului Europei, conducător al delegației moldave la Comitetul European pentru problemele penale al Consiliului Europei. Din anul 2005 este membru al Comisiei guvernamentale permanente pentru organizarea executării hotărârilor definitive ale Curții Europene a Drepturilor Omului versus Republica Moldova.
La data de 20 septembrie 2006, prin Decretul Președintelui Republicii Moldova, Vitalie Pîrlog  este numit în funcția de ministru al justiției. El și-a păstrat funcția de ministru și în noul guvern format de Zinaida Greceanîi la data de 31 martie 2008. La 14—25 septembrie 2009 a deținut interimatul șefiei cabinetului de miniștri.
În perioada 2009-2017 a fost Președintele ONG “Alianța pentru justiție și drepturile omului”.
În a. 2013 a obținut titlul de doctor în drept, susținând teza de doctor cu genericul “Compatibilitatea Convenției europene a drepturilor omului cu Constituția Republicii Moldova în materia libertății de exprimare”.
În cadrul celei de-a 85-a Adunări Generale a INTERPOL, care a avut loc la Bali, Indonezia, în perioada 7-10 noiembrie 2016, a fost ales cu majoritate de voturi membru al Comisiei de Control al Fișierelor INTERPOL (CCF) pentru un mandat de cinci ani.
La 11 martie 2017, Vitalie Pîrlog a fost ales Președinte al Comisiei de Control al Fișierelor INTERPOL (CCF).
În perioada 21 decembrie 2017 – 21 februarie 2018 a deținut funcția de Director al Serviciului de Informații și Securitate al Republicii Moldova, fiind numit de Parlament. 
Vorbește limbile română, franceză și rusă.